# Стханский
Стханский - термин обозначающий близкого вам человека,которому можно довериться и положится на него. Производное от стха-брат(на Велико-Лезгинском языке). В большинстве случаев используется великими носителями лезгинского языка